# Cornelis Benjamin Biezeno
Cornelis Benjamin Biezeno (Delft, 2 maart 1888 – Wageningen, 5 september 1975) was een Nederlandse hoogleraar werktuigbouwkunde aan de Technische Universiteit Delft, en rector magnificus in de studiejaren 1937-1938 en 1949-1951.

## Levensloop
Biezeno startte al op zestienjarige leeftijd, in 1904, aan de Technische Hoogeschool (TH) de studie werktuigbouwkunde. In 1909 studeerde hij cum laude af, en werd hij assistent, eerst bij Werktuigbouwkunde en later bij Wiskunde. Hij is nooit gepromoveerd. In 1914 werd hij, 26 jaar oud, aangesteld als hoogleraar in de toegepaste mechanica. Van 1929 tot 1930 was hij hoogleraar in de toegepaste mechanica van de Technische Hoogeschool te Bandoeng. Van 1937 tot 1938 en van 1949 tot 1951 was hij rector magnificus van de Technische Hoogeschool.
Zijn in 1939 verschenen monograph Technische Dynamik is een klassieker geworden dat in vele talen is vertaald. W.T. Koiter was een van zijn promovendi.
Biezeno ontving eredoctoraten van de Universiteit van Amsterdam, de Universiteit van Gent en de Vrije Universiteit Brussel. In 1939 werd hij benoemd tot lid van de Koninklijke Nederlandse Akademie van Wetenschappen, (KNAW). In 2022 werd Biezeno postuum toegevoegd aan de Alumni Walk of Fame ter gelegenheid van het 180-jarig bestaan van de TU Delft.

## Publicaties
- Biezeno, C.B.	De beteekenis der wiskunde als hulpwetenschap der toegepaste mechanica, Waltman, 1914.
- Klopper, Jan, en Cornelis Benjamin Biezeno. Leerboek der toegepaste mechanika. Vol. 2. Technische boekhandel en drukkerij J. Waltman, jr., 1919.
- Biezeno, C.B. Technische Dynamik, 1939.
- Biezeno, Cornelis Benjamin. Anniversary volume on applied mechanics, dedicated to C.B. Biezeno by some of his friends and former students on the occasion of his sixty-fifth birthday, March 2, 1953. Stam, 1953.